# La Vera
La Vera – comarca w Hiszpanii, w Estremadurze. Okręg znajduje się w  prowincji Cáceres. Stolicą comarki jest Jaraíz de la Vera. Comarca ma powierzchnię 888 km². Mieszka w niej 26 104 obywateli.

## Gminy
Comarca dzieli się na 19 gmin:
- Aldeanueva de la Vera
- Arroyomolinos de la Vera
- Collado de la Vera
- Cuacos de Yuste
- Garganta la Olla
- Gargüera de la Vera
- Guijo de Santa Bárbara
- Jaraíz de la Vera
- Jarandilla de la Vera
- Losar de la Vera
- Madrigal de la Vera
- Pasarón de la Vera
- Robledillo de la Vera
- Talaveruela de la Vera
- Tejeda de Tiétar
- Torremenga
- Valverde de la Vera
- Viandar de la Vera
- Villanueva de la Vera